# Centrale termoelettrica Edipower di Brindisi
La centrale termoelettrica A2A di Brindisi è una centrale a carbone di proprietà del Gruppo A2A che si trova a Brindisi.

## Composizione
In una prima fase furono costruiti due gruppi da 320 MW collegati alla rete elettrica a 220 kV. Successivamente l'impianto fu ampliato con ulteriori due gruppi di pari potenza collegati alla rete a 380 kV. Nel 1979 fu decisa la riconversione a carbone conservando la possibilità di bruciare, come combustibile di supporto o in alternativa, anche l'olio combustibile denso.
In precedenza la potenza installata è di 1280 MW.
La centrale era equipaggiata con:
- 4 generatori di vapore
- 4 turbine a vapore
- 4 condensatori
- 4 alternatori
- 2 trasformatori principali 190 MVA per ognuna delle sezioni 1 e 2
- 1 trasformatore principale 370 MVA per ognuna delle sezioni 3 e 4
- 4 ciminiere metalliche alte 60 m

Dal 2012 ne è stata dichiarata la dismissione dei 4 gruppi a carbone. Attualmente vengono usati i gruppi 3 e 4 come rifasatori di linea attraverso l'uso di un Condensatore rotante. L'impianto prevedeva la possibilità di funzionare sia a carbone che a olio combustibile denso, o con mix di entrambi i combustibili. Le petroliere attraccano al molo di Costa Morena dove scaricano l'olio combustibile che, tramite oleodotto, viene stoccato nei serbatoi. Il carbone invece viene scaricato dalle navi e inviato direttamente nei bunker di stoccaggio a ridosso delle caldaie, pronto per essere inviato in caldaia. Il parco di stoccaggio carbone non è utilizzabile perché non esiste l'autorizzazione all'esercizio dello stesso.

## Progetti
- Le sezioni termoelettriche 1 e 2 saranno trasformate in ciclo combinato utilizzando, per ogni sezione, un turbogas a ciclo aperto (TG) con potenza di circa 250 MW, progetto non più approvato.
- Gli alternatori delle sezioni 3 e 4 verranno utilizzate come aiuto nel Rifasamento della rete elettrica tramite l'uso di un Condensatore rotante.

In merito, Edipower ha comunicato, tramite avviso al pubblico del 3 marzo 2003, la richiesta di pronuncia di compatibilità ambientale del Ministero dell'ambiente e della tutela del territorio.